# تيشي (بلدية)
تيشي هي بلدية بولاية بجاية الجزائرية بلغ عدد سكانها 16546 نسمة عام 2008. تبعد عن عاصمة الولاية بحوالي 5 كيلومترات.

## أعلام
- نذير هلال

## مواضيع ذات صلة
- بلديات ولاية بجاية
- دوائر ولاية بجاية